# Gottfried Christoph Beireis
Gottfried Christoph Beireis  (2 mars 1730 à  Mühlhausen, mort le 18 septembre 1809 à Helmstedt) est un chimiste et médecin allemand.

## Biographie
Professeur de physique, médecine et chirurgie à Helmstedt, il devient le médecin de la cour de Brunswick. Ambitionnant d'être le Comte de Saint-Germain de l'Allemagne, il fut célèbre pour ses excentricités mais aussi pour son charlatanisme. 
Collectionneur de tableaux, d'objets mécaniques et d'histoire naturelle, on lui doit des perfectionnements dans la préparation du carmin et la fabrication du vinaigre. Il est ainsi à l'origine du pigment Zinnoberrot (rouge cinabre) dont la fabrication débute aux alentours de 1759 et lui assure des revenus substantiels jusqu'à la fin de sa vie.